# Троянкер, Раиса Львовна
Раиса Львовна Троянкер (30 октября 1908, Умань, Киевская губерния — 29 декабря 1945, Мурманск) — украинская советская поэтесса, журналистка.

## Биография
Троянкер родилась в семье сторожа уманской синагоги. Окончила семилетнюю школу, училась в кооперативной профшколе, работала в цирке. Рано начала писать стихи, первая публикация датирована 21 июня 1925 года — в уманской окружной газете «Рабоче-крестьянская правда» было напечатано её стихотворение «В большом Китае». В том же году поступила в местный филиал Союза крестьянских писателей «Плуг». Вскоре вышла замуж за прозаика и журналиста Онуфрия Тургана, семья переехала в Харьков, где Раиса училась в Харьковском ИНО. В 1928 году в издательстве «Плужанин» вышел первый сборник стихов Троянкер «Наводнение».
В Харькове поэтесса принадлежала к группе Валерьяна Полищука «Авангард», печаталась в изданиях группы, а также в журналах «Гарт», «Крестьянка Украины», «Шквал» и др. В 1930 году Троянкер вышла замуж за русского поэта Илью Садофьева, тогда же вышел её второй сборник стихов «Горизонт» с посвящением «любимому Илье Садофьеву». В следующем году она вместе с мужем уехала в Ленинград, работала в заводской многотиражке «Новая заря» (по другим данным, «Красная заря»).
В 1935 году Троянкер развелась и уехала в Мурманск, где много лет работала в газете «Полярная правда». Перед войной вышла замуж за актёра Евгения Григорьева, но брак не был продолжительным. Состояла в романтической связи с Владимиром Сосюрой. Они писали друг другу романтические стихи. Во время войны была военным корреспондентом, награждена медалью «За оборону Советского Заполярья». В 1942 году появился её последний сборник «Суровая лирика». Умерла от рака в Мурманске, похоронена на местном кладбище, могила утрачена.
Дочь — журналистка Елена Онуфриевна Турган. Внучка — актриса, журналистка, фотограф Александра Александровна Турган.
Похоронена на старом городском кладбище Мурманска, но могила затеряна.